# AJS Model 8-serie 1926-1940
De AJS Model 8-serie 1926-1940 was een serie 500cc-motorfietsen die het Britse merk AJS produceerde van 1926 tot 1940.

## Voorgeschiedenis
AJS was haar productie in 1910 begonnen met de modellen A en B, 300cc-eencilinders met zijklepmotoren. Al snel concentreerde het zich op 350cc-eencilinders voor allerlei doeleinden en zware V-twins als zijspantrekker. In 1925 begon men met het gebruik van letters voor elk bouwjaar. In dat jaar was dat de letter "E". De Modellen E1 en E2 waren zware V-twins, het Model E3 een 350cc-zijklep-toermotor, het Model E4 een luxe 350cc-zijklep-sportmotor, het Model E5 een standaard 350cc-zijklep-sportmotor, het Model E6 een 350cc-kopklep-sportmotor en het Model E7 een echte 350cc-kopklep-racemotor. 

## Jaren twintig
Begin jaren twintig had AJS nog geen 500cc-modellen. De 350cc-machines waren wel erg sterk in races en Howard R. Davies won de 500cc-Senior TT van 1922 met een 350cc-AJS TT Model. Uiteindelijk konden de 350cc-AJS-racers in de Senior TT niet meer meekomen een ook de klanten vroegen om 500cc-modellen. In 1926 presenteerde het merk twee van die modellen, die meteen een kopklepmotor kregen: het Model G8 als sportmotor en het Model G10 als racemotor. Pas in 1927 volgde een 500cc-zijklepper, het Model H9. De type-aanduiding bleef gebeuren met een letter voor elk jaar: G voor 1926, H voor 1927, K voor 1928 en M voor 1929. 

### Modellen G8 en H8 1926-1927
Het AJS Model G8 uit 1926 had een luchtgekoelde eencilinderkopklepmotor met stoterstangen. De boring bedroeg 84 mm, de slag 90 mm, waardoor de cilinderinhoud op 498,8 cc kwam. De hele motor was voorzien van onderdelen die alleen voor bij echte sport- en racemodellen gebruikt werden, zoals een aluminium zuiger en kogellagers op de krukas. De cilinderkop was afneembaar en werd vastgehouden door een beugel die in het carter geschroefd was. De tuimelaarassen werden door schetsplaten op hun plaats gehouden. Rechts op het carter zat een kettingkastje voor de aandrijfketting van de Lucas-ontstekingsmagneet. Die werd door de uitlaatnokkenas aangedreven en hier zat ook het extra oliepompje dat op de andere modellen een accessoire was. De machine had echter nog geen dry-sump smeersysteem het was een total loss systeem met een handpomp op de tank en de mechanische pomp diende slechts ter ondersteuning. Ze had een Binks-carburateur met twist grip control en een Brooklands can-uitlaat. De drieversnellingsbak was handgeschakeld en het schakelquadrant zat rechts voor naast de tank. Op de versnellingsbak zat de kickstarter. Het frame was het bij AJS gebruikelijke open brugframe waarin het blok een dragende functie vervulde. De voorvering werd verzorgd door een parallellogramvork zonder demping. Het achterframe was ongeveerd. Beide wielen hadden trommelremmen. Aan de bagagedrager hingen leren tasjes voor het boordgereedschap. Beide wielen hadden een eigen wielstandaard. De primaire- en de secundaire aandrijving werden verzorgd door kettingen in lichte, open kettingschermen en de machine had een meervoudige droge plaatkoppeling waarvan de platen met kurk bekleed waren. Aan het Semi-TT sportstuur zaten manettes voor de aansturing van o.a. de voorontsteking, maar de snelheid werd geregeld door een twist grip. Een hendel links bediende de koppeling, het rechter hendel de voorrem. De achterrem werd met de linkervoet bediend, rechts zat geen pedaal. Als sportmodel had de machine geen treeplanken, maar voetsteunen. Het Model G8 kostte 62 pond en 10 shilling en kon worden uitgebreid met een Lucas-magdyno en elektrische verlichting. In 1927 veranderde de typenaam in AJS Model H8. Het schakelquadrant werd verplaatst en de machine kreeg een stuurdemper. 

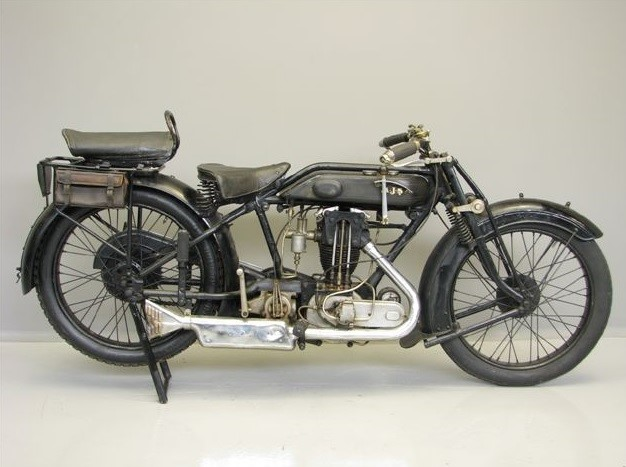
Model G8 uit 1926
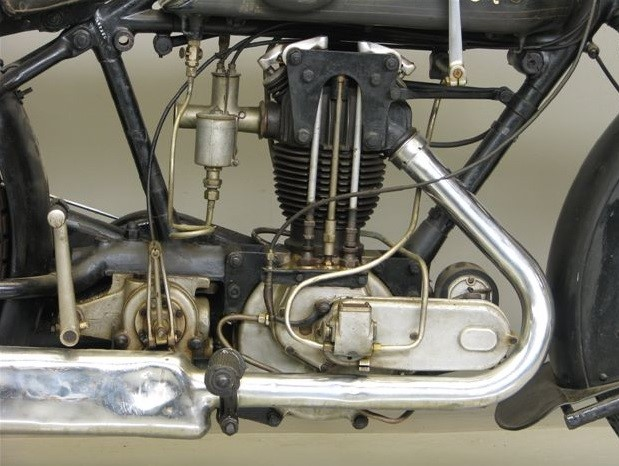
Rechts zat de aandrijving voor de ontstekingsmagneet en het oliepompje, de bediening van de koppeling en de kickstarter.
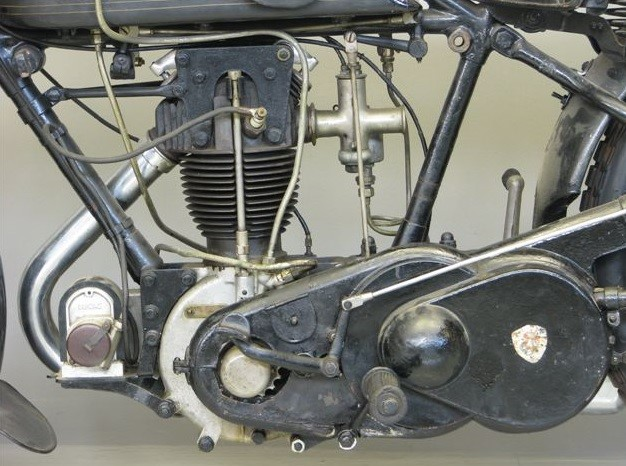
Links is de beugel van de cilinderkop goed te zien, evnals de Lucas-ontstekingsmagneet.
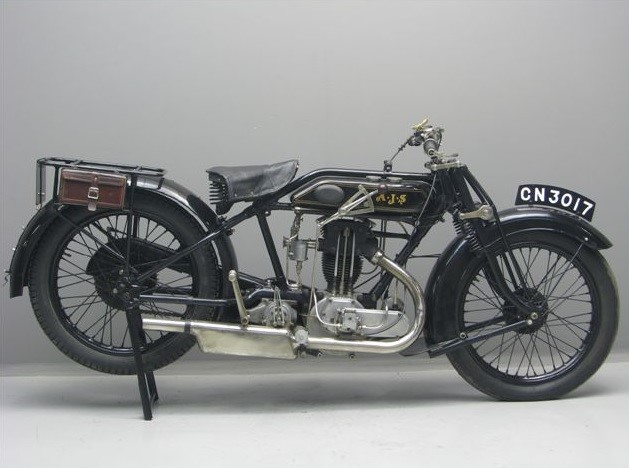
Weinig wijzigingen op het Model H8 in 1927, maar het schakelquadrant zit nu bijna recht boven de versnellingsbak en de machine heeft een stuurdemper.

### Modellen K8 en KR8 1928
Het Model K8 uit 1928 kreeg een gewijzigd motorblok, waarbij de beugel over de cilinderkop was vervangen door kopbouten. Hierdoor veranderde ook de ophanging van de tuimelaarassen. Met ontwikkelde het Model KR8 aan het einde van het seizoen, net als het 350cc-Model KR6. Dit gebeurde omdat het Model 10 en het Model 7 slecht presteerden in wedstrijden, ondanks het feit dat ze allebei al een bovenliggende nokkenas hadden. De Modellen KR6 en KR8 met stoterstangmotoren moesten de kastanjes uit het vuur halen en privérijders betere kansen in wedstrijden geven. De K-modellen kregen allemaal een Amal-carburateur. Dat was logisch omdat Binks, Amac en Brown & Barlow waren opgegaan in AMALgamated Carburetters.

### Modellen M8 en MR 8 1929
In 1929 ging het erg slecht met AJS. Voor het derde jaar op rij kon men geen dividend uitkeren en de Midlands Bank besloot de lopende lening te beëindigen. Die lening kon worden afbetaald, maar AJS hield nauwelijks werkkapitaal over. Om te overleven moesten alle modellen worden gemoderniseerd, om te beginnen met de zadeltank die al in 1924 door Howard Davies was uitgevonden en die snel opgang deed. Het Model M8 werd op veel punten gewijzigd en kreeg ook zo'n tank, maar niet het bijpassende frame. De parallellogramvork werd gewijzigd, het was nu een girder-type waarbij de centrale veer voor het balhoofd zat. De motor kreeg nu eindelijk zijn dry-sump smeersysteem, met een olietank onder het zadel. De stoterstangen werden ingekapseld, maar de kleppen en tuimelaars nog niet. Er kwamen zelfs twee versies met verschillende uitlaatsystemen: het oude "big port"-systeem en een "twin port"-systeem met twee uitlaatpoorten en twee uitlaten. De machine had nog steeds een normale "wide ratio"-versnellingsbak, maar rijders die veel op het circuit reden konden ook een close ratio-bak bestellen. De Smiths-snelheidsmeter zat op de tank en het zadel was lager geplaatst. De single-port versie kostte 59 pond, de twin-port versie 62 pond. Het Model MR8 was de logische voortzetting van het uit nood geboren Model KR8. Het was in grote lijnen gelijk aan het Model M8, maar veel meer op racen toegespitst, een clubmanracer. Het was lichter door het ontbreken van een bagagedrager en de voorwielstandaard. Het gereedschapstasje zat op de tank. De achterwielnaaf en de trommelrem waren lichter. De koper kreeg twee zuigers: een voor een hoge compressie in races, een voor een lagere compressie op de weg. De machine werd uitsluitend met close ratio-bak geleverd en had speciale banden, met groeven in het voorwiel en noppen op het achterwiel. Ze kostte 72 pond.

### Technische gegevens jaren twintig
| AJS Model              | G8                                       | H8                                       | K8                                       | KR8                                      | M8                         | MR8                        |
| ---------------------- | ---------------------------------------- | ---------------------------------------- | ---------------------------------------- | ---------------------------------------- | -------------------------- | -------------------------- |
| Periode                | 1926                                     | 1927                                     | 1928                                     | 1928                                     | 1929                       | 1929                       |
| Categorie              | Sport                                    | Sport                                    | Sport                                    | Clubman                                  | Sport                      | Clubman                    |
| Motortype              | Stoterstangen kopklepmotor               | Stoterstangen kopklepmotor               | Stoterstangen kopklepmotor               | Stoterstangen kopklepmotor               | Stoterstangen kopklepmotor | Stoterstangen kopklepmotor |
| Bouwwijze              | Staande eencilinder                      | Staande eencilinder                      | Staande eencilinder                      | Staande eencilinder                      | Staande eencilinder        | Staande eencilinder        |
| Koeling                | Lucht                                    | Lucht                                    | Lucht                                    | Lucht                                    | Lucht                      | Lucht                      |
| Boring                 | 84 mm                                    | 84 mm                                    | 84 mm                                    | 84 mm                                    | 84 mm                      | 84 mm                      |
| Slag                   | 90 mm                                    | 90 mm                                    | 90 mm                                    | 90 mm                                    | 90 mm                      | 90 mm                      |
| Cilinderinhoud         | 498,8 cc                                 | 498,8 cc                                 | 498,8 cc                                 | 498,8 cc                                 | 498,8 cc                   | 498,8 cc                   |
| Carburateur(s)         | Binks                                    | Binks                                    | Amal                                     | Amal                                     | Amal                       | Amal                       |
| Smeersysteem           | Total loss met hand- en mechanische pomp | Total loss met hand- en mechanische pomp | Total loss met hand- en mechanische pomp | Total loss met hand- en mechanische pomp | Dry-sump                   | Dry-sump                   |
| Max. Vermogen          | 5 pk                                     | 5 pk                                     | 5 pk                                     | 5 pk                                     | 5 pk                       | 5 pk                       |
| Primaire aandrijving   | Ketting                                  | Ketting                                  | Ketting                                  | Ketting                                  | Ketting                    | Ketting                    |
| Koppeling              | Meervoudige droge plaat                  | Meervoudige droge plaat                  | Meervoudige droge plaat                  | Meervoudige droge plaat                  | Meervoudige droge plaat    | Meervoudige droge plaat    |
| Versnellingen          | 3                                        | 3                                        | 3                                        | 3                                        | 3                          | 3                          |
| Secundaire aandrijving | Ketting                                  | Ketting                                  | Ketting                                  | Ketting                                  | Ketting                    | Ketting                    |
| Rijwielgedeelte        | Open brugframe                           | Open brugframe                           | Open brugframe                           | Open brugframe                           | Open brugframe             | Open brugframe             |
| Voorvork               | Parallellogramvork                       | Parallellogramvork                       | Parallellogramvork                       | Parallellogramvork                       | Parallellogramvork         | Parallellogramvork         |
| Achtervork             | Star                                     | Star                                     | Star                                     | Star                                     | Star                       | Star                       |
| Remmen                 | Trommelremmen                            | Trommelremmen                            | Trommelremmen                            | Trommelremmen                            | Trommelremmen              | Trommelremmen              |
| Tankinhoud             | 6,8 liter                                | 6,8 liter                                | 6,8 liter                                | 6,8 liter                                | Onbekend                   | Onbekend                   |
| Droog gewicht          | 124 kilo                                 | 124 kilo                                 | 124 kilo                                 | Onbekend                                 | 124 kilo                   | Onbekend                   |

## Jaren dertig
In de jaren dertig eindigde het bestaan van AJS als zelfstandig bedrijf. In 1931 werd het op aandringen van de aandeelhouders failliet verklaard. Na een afgewezen bod van BSA kocht Matchless de motorfietstak en de goodwill van AJS eind 1931 voor 20.000 pond. De productie van AJS ging wel door, maar ze werd verplaatst van Wolverhampton naar Woolwich. In 1933 paste Matchless haar type-aanduiding aan en dat gebeurde ook met de AJS-modellen. De letters als jaaraanduiding werden vervangen door het daadwerkelijke jaartal. Zo veranderde het Model T8 in Model 33/8, 34/8 enz. 

### Model R8 1930
Hoewel het slecht ging met het bedrijf, nam AJS de vlucht naar voren door een aantal modellen te moderniseren. De gekleurde flanken op de tank verdwenen omdat ze niet aansloegen bij de klanten. Het Model R8 werd weer gewoon zwart met gouden biezen en was nu veel meer een toermotor. De cilinder helde 30º naar voren. Enerzijds was gedaan om te voldoen aan de mode: slopers begonnen steeds meer aanhang te krijgen, maar met slechts 30º was het Model R8 geen echte sloper. Wel volgde de cilinder nu ongeveer de lijn van de voorste framebuis en konden ontstekingsmagneet en magdyno achter de cilinder worden gebouwd. Dat gaf de machine een veel compacter uiterlijk. Het frame was ook nieuw: door schetsplaten onder motorblok en versnellingsbak te plaatsen werd het feitelijk een wiegframe. Het kreeg nu ook een accu en de gereedschapstasjes verhuisden naar de punt van het achterframe. Het werd voor 59 pond en 10 shilling aangeboden als "De Luxe Two Port"-model.

### Modellen S8 en SB8 1931
Het Model S8 uit 1931 werd nu definitief geadverteerd als luxe toermotorfiets én als zijspantrekker. Voor 59 pond en 10 shilling werd de machine geleverd zonder magdyno en verlichting. Die kostte voor de solomotor 4 pond en 10 shilling extra en voor een zijspancombinatie 6 pond. Het instrumentenpaneel op de tank kostte 4 pond. De machine had een middenbok, maar de voorwielstandaard werd gehandhaafd. De voorvork kreeg een frictiedemper. Het Model SB8 was een spaarversie met een enkele (Big Port)-uitlaatpoort en zonder middenbok en bagagedrager. Het kon daardoor nog als sportmotor door het leven gaan. Het kostte 49 pond en 17 shilling. 

### Modellen T8, TB8, 33/8, 33/B8, 34/8, 34/B8, en 35/B8 1932-1935
Het Model T8 was het eerste dat onder verantwoordelijkheid van Matchless werd gebouwd. Er werd niet veel gewijzigd. De tank werd kleiner en het kreeg vier versnellingen. De primaire ketting liep in een oliebad. Het had de Twin Port-motor en kostte 55 pond. Het Model TB8 was weer de lichtere spaarversie met slechts drie versnellingen en het Big Port-blok. Het kostte 47 pond. In 1933 veranderden de modelnamen in 33/8 en 33/B8. De motoren bleven gelijk: Twin Port voor de 33/8 en Big Port voor de 33/B8, maar dit model kreeg nu ook vier versnellingen. Het Model 33/8 kostte 55 pond, het Model 33/B8 kostte 49 pond en 10 shilling. Het Model 34/8 werd zonder voorwielstandaard geleverd. De spaarversie (34/B8) bleef voor zover bekend ongewijzigd. Bij Model 35/B veranderde er bijna niets. De goedkopere "B"-versie verdween. Dat was logisch, want Matchless bracht in 1935 haar eigen 500cc-kopkleppers uit, het Matchless Model 35/D80 en het Matchless Model 35/D90. Deze modellen zouden de basis vormen voor de Matchless Model G80-serie die tot het einde van het bedrijf in 1966 in productie zouden blijven.

### Model 36/8 1936
Het Model 36/8 kreeg weer een nieuwe motor. De cilinder stond weer rechtop, maar de ontstekingsmagneet bleef achter de cilinder zitten. Hier had Matchless door badge-engineering veel goedkoper kunnen werken door simpelweg het motorblok van het Matchless Model 36/G80 te monteren. Dat was bij de zware modellen al veel eerder gebeurd: het AJS Model T2 uit 1932 kreeg het 982cc-motorblok van het Matchless Model X/3. De AJS-ingenieurs hadden echter nog steeds iets in de melk te brokkelen en gebruikten een eigen blok met de boring/slagverhouding van 84 x 90 mm. De Matchless had een boring/slagverhouding van 82,5 x 93 mm. Het AJS Model 36/8 kreeg wel de primaire kettingkast met een klemband die Matchless ook gebruikte en ronde uitlaatdempers. Wie daar prijs op stelde kon ook omhooggebogen ("swept back") uitlaten bestellen.

### Modellen 37/8, 38/8, 39/8 en 40/8 1937-1940
Bij het Model 37/8 in 1937 paste men wel badge-engineering toe. Niet alleen waar het het blok betrof, maar de hele motorfiets was bijna identiek aan het Matchless Model 37/G80C. Dat betekende dat het meer op terreinsport gericht was en ook was voorzien van swept back-uitlaten. Een opmerkelijk verschil was de positie van de ontstekingsmagneet en de dynamo. Bij Matchless bleven ze achter de cilinder zitten, maar bij de AJS-modellen verhuisden ze terug naar voren. Boring en slag bedroegen nu 82,5 x 93 mm. Het was ook lichter door de toepassing van smallere spatborden en het weglaten van de frictie-schokdempers. De stuuruitslag was groter en er waren terreinbanden gemonteerd. De machine kreeg een stalen gereedschapskastje rechts aan het achterframe. Ze had ook een beschermplaat voor het carter en de rem- en koppelingshendels waren verstelbaar. De versnellingsbak had een kortere gearing en de motor was getuned met gepolijste cilinderkop en in- en uitlaatpoorten. De frictiedempers op de voorvork ontbraken. Bij Matchless stopte de type-aanduiding met jaartallen na 1937. Het Matchless Model 37/G80C werd simpelweg Matchless G80C, maar AJS kreeg nog het Model 38/8, Model 39/8 en zelfs het Model 40/8. Dat betekent dat de productie van AJS nog langer doorliep dan die van Matchless. Dat concentreerde zich vanaf het begin van de Tweede Wereldoorlog op de militaire 350cc-Matchless G3/L. Vanaf 1941 was de productie van militaire motorfietsen niet meer mogelijk.

## Opvolging
Na de oorlog werd het AJS Model 8 opgevolgd door het Model 18, dat weer identiek was aan de Matchless G80. Het bleef tot 1966 in productie. In 1960 kwam er een nieuw Model 8, een 350cc-machine die niet gebaseerd was op de Matchless G3/LS, maar die een grotere versie was van het 250cc-AJS Model 14.

### Technische gegevens jaren dertig
| Periode                | 1930                       | 1931                       | 1931                       | 1932                       | 1932                       | 1933                       | 1933                       | 1934                       | 1934                       | 1935                       | 1936                       | 1937                       | 1938                       | 1939                       | 1940                       |         |         |         |         |         |
| Categorie              | Toer                       | Toer-zijspantrekker        | Sport                      | Sport                      | Sport                      | Sport                      | Sport                      | Sport                      | Sport                      | Sport                      | Sport                      | Terrein                    | Terrein                    | Terrein                    | Terrein                    | Terrein | Terrein | Terrein | Terrein | Terrein |
| Motortype              | Stoterstangen kopklepmotor | Stoterstangen kopklepmotor | Stoterstangen kopklepmotor | Stoterstangen kopklepmotor | Stoterstangen kopklepmotor | Stoterstangen kopklepmotor | Stoterstangen kopklepmotor | Stoterstangen kopklepmotor | Stoterstangen kopklepmotor | Stoterstangen kopklepmotor | Stoterstangen kopklepmotor | Stoterstangen kopklepmotor | Stoterstangen kopklepmotor | Stoterstangen kopklepmotor | Stoterstangen kopklepmotor |         |         |         |         |         |
| Bouwwijze              | Staande eencilinder        | Staande eencilinder        | Staande eencilinder        | Staande eencilinder        | Staande eencilinder        | Staande eencilinder        | Staande eencilinder        | Staande eencilinder        | Staande eencilinder        | Staande eencilinder        | Staande eencilinder        | Staande eencilinder        | Staande eencilinder        | Staande eencilinder        | Staande eencilinder        |         |         |         |         |         |
| Koeling                | Lucht                      | Lucht                      | Lucht                      | Lucht                      | Lucht                      | Lucht                      | Lucht                      | Lucht                      | Lucht                      | Lucht                      | Lucht                      | Lucht                      | Lucht                      | Lucht                      | Lucht                      |         |         |         |         |         |
| Boring                 | 84,0 mm                    | 84,0 mm                    | 84,0 mm                    | 84,0 mm                    | 84,0 mm                    | 84,0 mm                    | 84,0 mm                    | 84,0 mm                    | 84,0 mm                    | 84,0 mm                    | 84,0 mm                    | 82,5 mm                    | 82,5 mm                    | 82,5 mm                    | 82,5 mm                    |         |         |         |         |         |
| Slag                   | 90 mm                      | 90 mm                      | 90 mm                      | 90 mm                      | 90 mm                      | 90 mm                      | 90 mm                      | 90 mm                      | 90 mm                      | 90 mm                      | 90 mm                      | 93,0 mm                    | 93,0 mm                    | 93,0 mm                    | 93,0 mm                    |         |         |         |         |         |
| Cilinderinhoud         | 498,8 cc                   | 498,8 cc                   | 498,8 cc                   | 498,8 cc                   | 498,8 cc                   | 498,8 cc                   | 498,8 cc                   | 498,8 cc                   | 498,8 cc                   | 498,8 cc                   | 498,8 cc                   | 497,1 cc                   | 497,1 cc                   | 497,1 cc                   | 497,1 cc                   |         |         |         |         |         |
| Carburateur(s)         | Amal                       | Amal                       | Amal                       | Amal                       | Amal                       | Amal                       | Amal                       | Amal                       | Amal                       | Amal                       | Amal                       | Amal                       | Amal                       | Amal                       | Amal                       |         |         |         |         |         |
| Smeersysteem           | Dry-sump                   | Dry-sump                   | Dry-sump                   | Dry-sump                   | Dry-sump                   | Dry-sump                   | Dry-sump                   | Dry-sump                   | Dry-sump                   | Dry-sump                   | Dry-sump                   | Dry-sump                   | Dry-sump                   | Dry-sump                   | Dry-sump                   |         |         |         |         |         |
| Max. Vermogen          | 5 pk                       | 5 pk                       | 5 pk                       | 5 pk                       | 5 pk                       | 5 pk                       | 5 pk                       | 5 pk                       | 5 pk                       | 5 pk                       | 5 pk                       | 5 pk                       | 5 pk                       | 5 pk                       | 5 pk                       |         |         |         |         |         |
| Primaire aandrijving   | Ketting                    | Ketting                    | Ketting                    | Ketting                    | Ketting                    | Ketting                    | Ketting                    | Ketting                    | Ketting                    | Ketting                    | Ketting                    | Ketting                    | Ketting                    | Ketting                    | Ketting                    |         |         |         |         |         |
| Koppeling              | Meervoudige droge plaat    | Meervoudige droge plaat    | Meervoudige droge plaat    | Meervoudige droge plaat    | Meervoudige droge plaat    | Meervoudige droge plaat    | Meervoudige droge plaat    | Meervoudige droge plaat    | Meervoudige droge plaat    | Meervoudige droge plaat    | Meervoudige droge plaat    | Meervoudige droge plaat    | Meervoudige droge plaat    | Meervoudige droge plaat    | Meervoudige droge plaat    |         |         |         |         |         |
| Versnellingen          | 3                          | 3                          | 3                          | 4                          | 3                          | 4                          | 4                          | 4                          | 4                          | 4                          | 4                          | 4                          | 4                          | 4                          | 4                          |         |         |         |         |         |
| Secundaire aandrijving | Ketting                    | Ketting                    | Ketting                    | Ketting                    | Ketting                    | Ketting                    | Ketting                    | Ketting                    | Ketting                    | Ketting                    | Ketting                    | Ketting                    | Ketting                    | Ketting                    | Ketting                    |         |         |         |         |         |
| Rijwielgedeelte        | Wiegframe                  | Wiegframe                  | Wiegframe                  | Wiegframe                  | Wiegframe                  | Wiegframe                  | Wiegframe                  | Wiegframe                  | Wiegframe                  | Wiegframe                  | Wiegframe                  | Wiegframe                  | Wiegframe                  | Wiegframe                  | Wiegframe                  |         |         |         |         |         |
| Voorvork               | Parallellogramvork         | Parallellogramvork         | Parallellogramvork         | Parallellogramvork         | Parallellogramvork         | Parallellogramvork         | Parallellogramvork         | Parallellogramvork         | Parallellogramvork         | Parallellogramvork         | Parallellogramvork         | Parallellogramvork         | Parallellogramvork         | Parallellogramvork         | Parallellogramvork         |         |         |         |         |         |
| Achtervork             | Star                       | Star                       | Star                       | Star                       | Star                       | Star                       | Star                       | Star                       | Star                       | Star                       | Star                       | Star                       | Star                       | Star                       | Star                       |         |         |         |         |         |
| Remmen                 | Trommelremmen              | Trommelremmen              | Trommelremmen              | Trommelremmen              | Trommelremmen              | Trommelremmen              | Trommelremmen              | Trommelremmen              | Trommelremmen              | Trommelremmen              | Trommelremmen              | Trommelremmen              | Trommelremmen              | Trommelremmen              | Trommelremmen              |         |         |         |         |         |
| Tankinhoud             | 11,4 liter                 | 11,4 liter                 | 11,4 liter                 | 7,5 liter                  | 7,5 liter                  | Onbekend                   | Onbekend                   | 11,4 liter                 | 11,4 liter                 | 11,4 liter                 | 13,6 liter                 | 13,6 liter                 | 13,6 liter                 | 13,6 liter                 | 13,6 liter                 |         |         |         |         |         |
| Droog gewicht          | 146,5 kg                   | 146,5 kg                   | Onbekend                   | 146,5 kg                   | Onbekend                   | Onbekend                   | Onbekend                   | Onbekend                   | Onbekend                   | Onbekend                   | Onbekend                   | Onbekend                   | Onbekend                   | Onbekend                   | Onbekend                   |         |         |         |         |         |